# Rasa de Maçana
La Rasa de Maçana és un torrent afluent per la dreta del Rasa de les Cases que neix al Pla de la Lleona, al peu del vessant de ponent del Serrat de la Bandera, a uns 600 m. a ponent de la masia de la Llena. De direcció predominant cap a les 5 del rellotge, desguassa al seu col·lector a poc més de 500 m. a ponent de la masia de Maçana i a una 375 m al nord-oest de la de Viladebait.

## Municipis per on passa
Des del seu naixement, la Rasa de Maçana passa successivament pels següents termes municipals.
|                                                                                           | Longitud (en m.) | % del recorregut |
| ----------------------------------------------------------------------------------------- | ---------------- | ---------------- |
| Per l'interior del municipi de Pinell de Solsonès                                         | 873              | 66,64%           |
| Fent de frontera entre Pinell de Solsonès (a ponent) i Castellar de la Ribera (a llevant) | 67               | 5,11%            |
| Per l'interior del municipi de Castellar de la Ribera                                     | 322              | 24,58%           |
| Fent de frontera entre Pinell de Solsonès (a ponent) i Castellar de la Ribera (a llevant) | 48               | 3,66%            |

## Xarxa hidrogràfica
Aquesta rasa no té cap afluent